# Flugplatz Langhennersdorf

i7
i11
i13

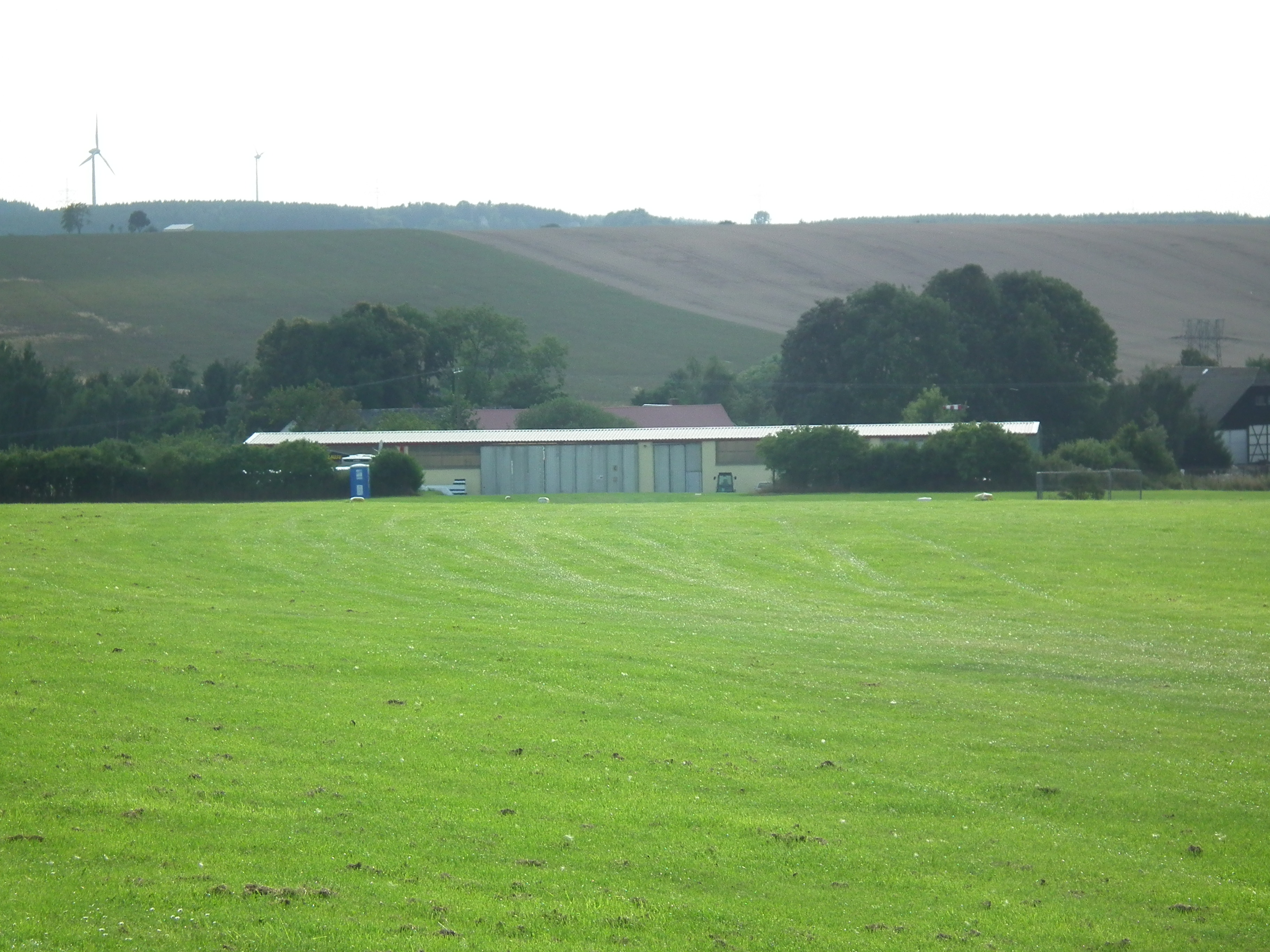
Hangar

Der Flugplatz Langhennersdorf (ICAO-Code: EDOH) ist ein Sonderlandeplatz auf dem Gebiet der sächsischen Gemeinde Oberschöna bei Freiberg (Landkreis Mittelsachsen), der von dem dort ansässigen Luftsportverein genutzt und betrieben wird.

## Geschichte
Bei dem Gelände handelt es sich um einen ehemaligen Agrarflugplatz. Nach der Wende wurde das Gelände zunächst vom Flieger-Club Langhennersdorf mit einer Außenstartgenehmigung genutzt, bevor 1996 die Genehmigung als Sonderlandeplatz erteilt wurde.